# Torre e Palazzo Gazzelli
Il Palazzo Gazzelli di Rossana è un edificio in Asti, situato all'angolo tra via San Martino e via Quintino Sella 50, nel rione San Martino-San Rocco. 
L'immobile è di proprietà di un'importante famiglia astigiana, dopo un lungo periodo di degrado e abbandono. Si è deciso per il recupero e restuaro dello storico edificio affidando i lavori di riqualificazione alla società IMA Costruzioni. Gli interventi sono iniziati a settembre del 2022, e la fine delle opere è stimata per novembre 2024. Le opere prevedono il recupero della facciata e degli antichi muraglioni, il restauro degli spazi interni e degli affreschi presenti, la messa in sicurezza della torre alta 23 metri e il rifacimento di tutte le coperture.

## Le origini
Niccola Gabiani afferma che in origine il palazzo, con l'annessa torre, appartenessero alla famiglia Ponte ma non vi sono documenti che ne accertino la veridicità dell'affermazione. È possibile che i Ponte sul principio del XVII secolo siano stati anche proprietari degli immobili o di parti di essi, per probabile via ereditaria, ma in ogni caso per un brevissimo periodo. I costruttori e possessori del complesso in epoca medievale pertanto restano ancora ignoti.

## Il Palazzo

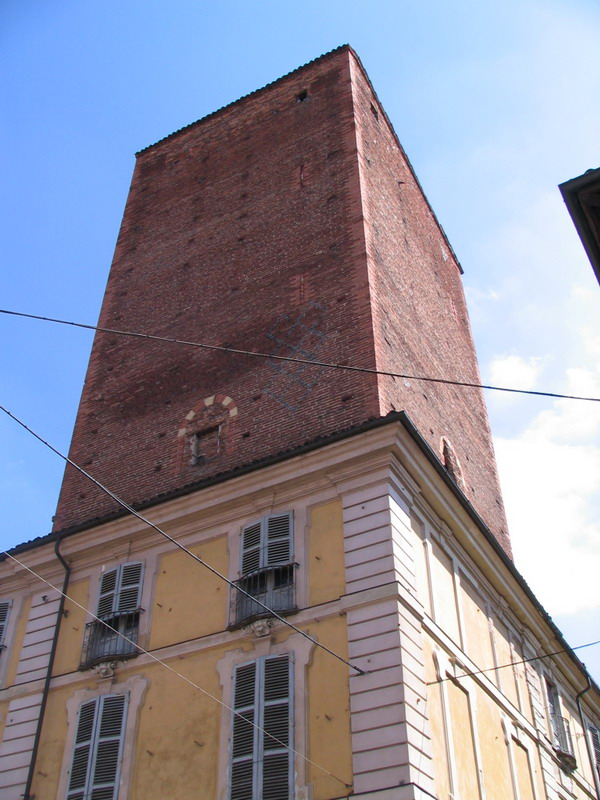
Asti, Palazzo Gazzelli, particolare dell'androne

Il Palazzo è il frutto dell'accorpamento di vari edifici medievali preesistenti, come è ben visibile nella carta di Asti presente nel Theatrum Statuum Sabaudiae. La ristrutturazione barocca dopo il 1726 ad opera della famiglia Cotti di Ceres e Scurzolengo, venne affidata all'architetto Benedetto Alfieri.
È un edificio in muratura intonacata che ingloba la torre medioevale. Il prospetto si alterna con lesene bugnate e cornici alle finestre.
Ha una copertura in coppi. La torre ed il Palazzo divennero di proprietà della famiglia Gazelli, conti di Rossana e signori di San Sebastiano e Selve nel 1840.

### Gli affreschi del Palio
L'interno del palazzo presenta ancora gli arredi e le decorazioni settecentesche. Il piano nobile del Palazzo, presenta tre sale con decorazioni definite "lambriggi", molto in uso nell'arredamento piemontese del XVIII secolo (i lambriggi sono dei rivestimenti in legno con cornici e mondanature dorate).
La seconda sala presenta al centro dei lambriggi, degli affreschi molto importanti per la storia cittadina: essi raffigurano scene del Palio di Asti. Il ciclo pittorico è datato 1758, anno in cui il conte Cotti di Ceres era il proprietario del cavallo che si aggiudicò il Palio per la Confraternita dell'Annunziata. Il ciclo è composto da sedici scene, nelle più importanti sono rappresentati:
- la cerimonia dei fuochi artificiali in piazza San secondo
- le prove per la corsa in contrada maestra (all'epoca il Palio si correva "alla lunga", cioè su un percorso rettilineo)
- la corsa del Palio
- tamburini, portatori dei premi, scene di giubilo per la vittoria
- la premiazione del vincitore
- il corteo dei vincitori
- il ringraziamento con l'offerta del palio alla Chiesa della Confraternita dell'Annunziata

## La Torre
Di origine tardo duecentesca, per la grandiosità architettonica (lato di 8,10 m), è tra le torri più spettacolari della città. È a canna chiusa con pochissime aperture, salvo il portale d'ingresso a sesto acuto, con cornice in cotto e tufo alternata, tipica astese, e tre finestre a diversi livelli, inoltre vi sono due feritoie sul lato nord. La torre presenta delle decorazioni sui lati formati da mattoni più scuri o "ferraioli", con motivi a scudo, e mattoni più chiari.

## Il giardino
È l'unico giardino di interesse storico-botanico della città di Asti.
È situato all'interno del palazzo, e vi si accede attraverso un cancelletto in ferro battuto. Questo fu progettato in modo da risultare allo sguardo, molto più imponente di quello che è in realtà.
Attraverso una galleria d'accesso, si apre il giardino, di forma pressoché quadrata, con il lato opposto ad esedra. Lateralmente si protendono due siepi di bosso, verso il muro di fondo, che presenta al centro un trompe l'oeil che dà profondità alla scena.
Botanicamente il giardino, presenta esemplari di pregio tra cui un ciliegio, un abete rosso ed un maestoso esemplare di sofora. Inoltre sono presenti numerosi arbusti da fiore tra cui i calicanti, le forsizie, rose e lillà.
|  |  |  |